# Auménancourt
Auménancourt je francouzská obec v departementu Marne v regionu Grand Est. Žije zde přibližně 1 100 obyvatel.

## Geografie
Obec leží u trojmezí departementů Ardensko – Aisne – Marne, tedy u hranic regionu Grand Est s regionem Hauts-de-France.

### Sousední obce
| Růžice kompasu | Pignicourt (Aisne) | Brienne-sur-Aisne (Ardensko) | Poilcourt-Sydney (Ardensko) | Růžice kompasu |
| Růžice kompasu | Orainville (Aisne) | Sever                        | Saint-Étienne-sur-Suippe    | Růžice kompasu |
| Růžice kompasu | Orainville (Aisne) | Auménancourt                 | Saint-Étienne-sur-Suippe    | Růžice kompasu |
| Růžice kompasu | Orainville (Aisne) | Jih                          | Saint-Étienne-sur-Suippe    | Růžice kompasu |
| Růžice kompasu | Brimont            |                              | Bourgogne-Fresne            | Růžice kompasu |

## Historie
Obec vznikla v roce 1967 sloučením obcí Auménancourt-le-Grand, Auménancourt-le-Petit a Pontgivart.